# Terescsényi György
Terescsényi György (Szeged, 1890. november 2. – Szombathely, 1965. szeptember 17.) költő, író.

## Pályája
Szombathelyen és Trencsénben kataszteri mérnökként dolgozott. A Szegedi Naplóban 1922-ben megjelent egyik írásáért börtönbüntetésre ítélték. A következő évtől Budapesten az Új Idők és a Napkelet munkatársa volt, 1925-ben tanulmányutat tett Franciaországban. 1944-től bő tíz éven át a Fővárosi Szabó Ervin Könyvtár munkatársaként dolgozott.
Terescsényi György elbeszélő munkái többnyire az első világháború utáni magyar paraszti életet mutatják be. Egyszerű elbeszélő eszközöket használ, regényeiben és novelláiban nincs semmi hatásvadászat, irányzatosság, az olvasó mégis érzi, hogy az író mennyire együtt él földmunkás hőseivel.
Hősök (1931) című regényének hőse egy hadviselt parasztlegény. Tápai András földreform címén távol a falutól öt hold földet kap. Fiatal feleségével együtt küzdenek meg a földdel, az akadályokkal, hogy a semmiből otthont és gazdaságot teremtsenek. A regény a keserves paraszti élet, a kétkezi munka realista megjelenítése, helyenként fölmagasztalása. Folytatásában (Lesz, ahogy lesz, 1932) a család szétesik. A rájuk zúduló csapások megtörik őket, de nem adják fel a küzdelmet.
Komlós Aladár a két regény hibái között említette, hogy az író néha aránytalanul „fontoskodó, sőt szinte ünnepélyes részletezéssel ábrázolja a paraszti életet”, hősei túlságosan „mintapolgárok” és „Tápai Andrást és feleségét ki lehetne állítani, olyan tökéletes példányai a magyar kisgazdának.” Az író Hősök című regényéről Németh László közölt kritikát, Délibábok című verses kötetéről József Attila írt rövid méltatást a Nyugatban.

## Főbb munkái
- Dávid hegedűje Versek. (Szeged, 1922)
- A magas iskola Regény, Orbók Attilával közösen. (Budapest, 1928)
- Délibáb Versek. (Szeged, 1928 ?)
- Hősök Regény. (Budapest, 1931)
- Lesz, ahogy lesz Regény. (Budapest, 1932)
- Aranyhomok Elbeszélések. (Budapest, 1933)
- Lélek Regény. (Budapest, 1934)
- Merre van Napkelet?  Ifjúsági regény. (Budapest, 1936)
- Bolygó magyarok Regény. (Budapest, 1939).